# Falus

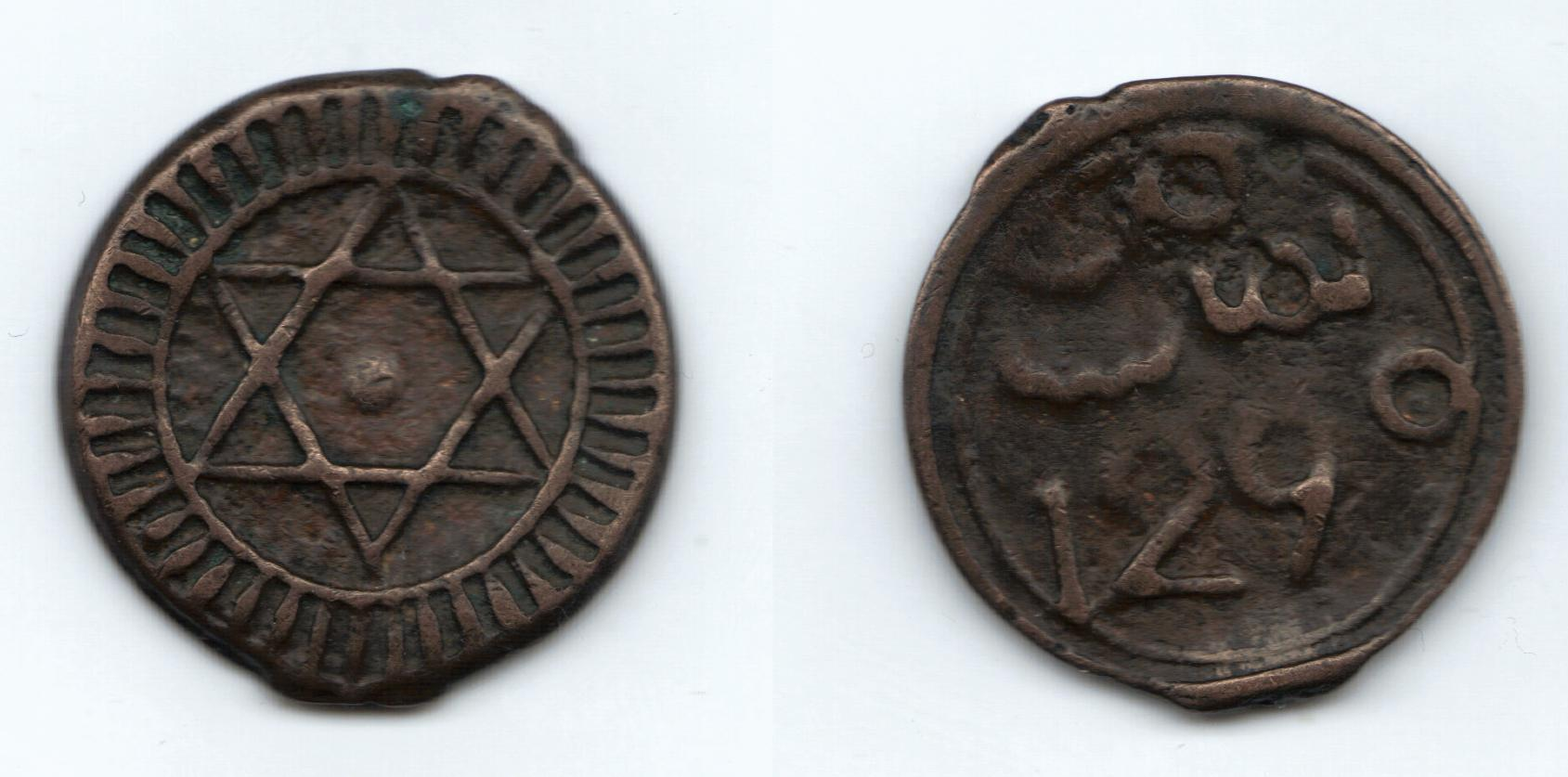
Moeda de 4 falus de 1873, com um diâmetro de 28 mm, cunhada em Fez por Mohammed IV (1802-1873), sultão de Marrocos. Verso: Estrela de David,

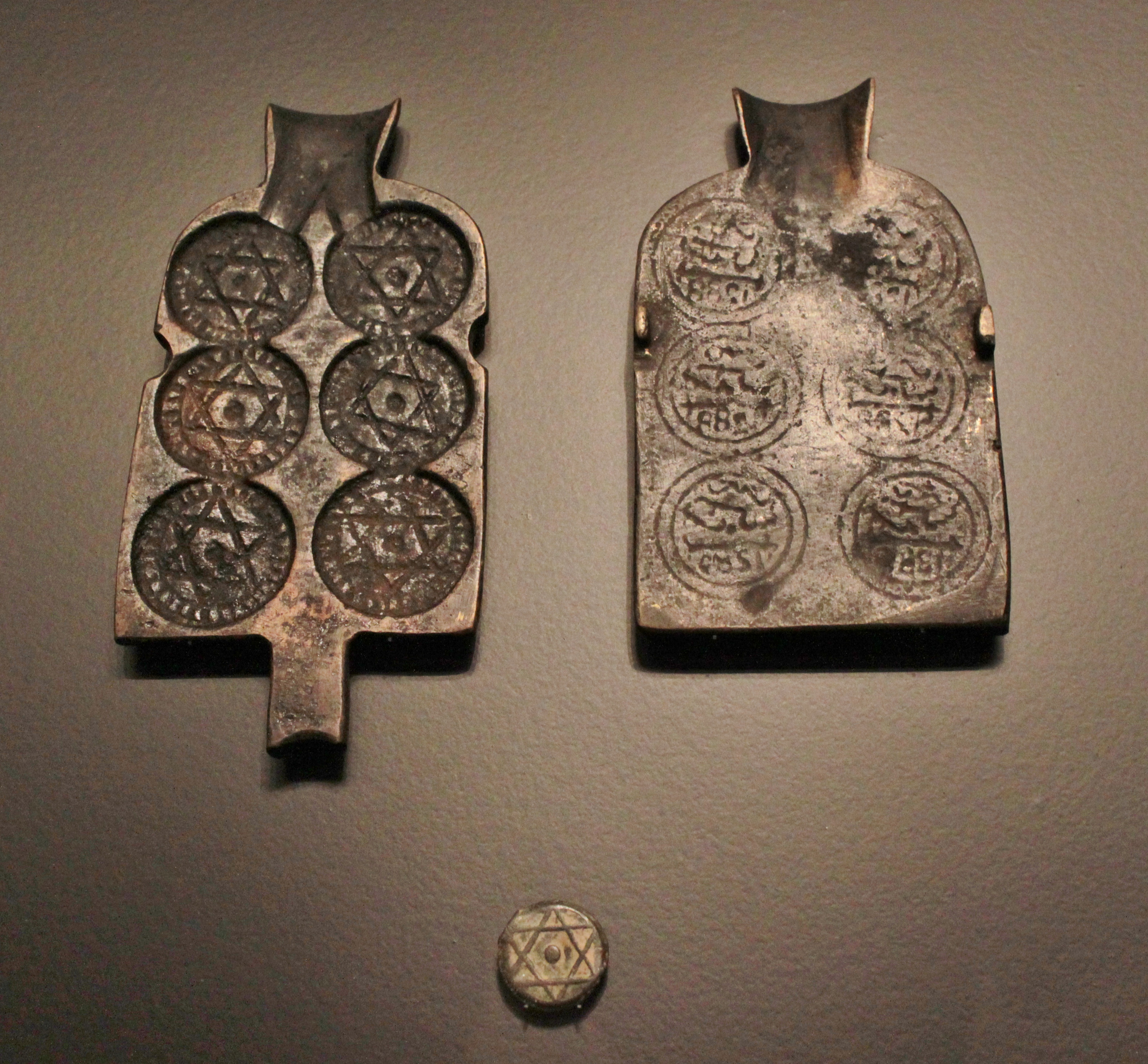
Molde para faluses (c. 1871 ) no Museo de Prehistoria de Valencia.

O falus era uma moeda de bronze/cobre de Marrocos.
Foi cunhada entre 1672 e 1901, com denominações de ¼, ½, 1, 2, 3, 4, 6 e 8 falus. Estão registadas no Standard Catalog of World Coins.

## Identificação
Em geral, são identificadas pelo seu tamanho e  não pelas suas inscrições, e podem ser difíceis de identificar com precisão.

## Desvalorização
A partir de 1862, permitiu-se que a taxa de câmbio do falus flutuasse ao mesmo tempo que se fixava a taxa de câmbio do dirame de prata, o que resultou em especulação e na desvalorização do falus.